# Aporija
Aporija (gr. ἀπορία, apori'a "neodlučnost", "poteškoća", prema a'poros ("teško", "komplicirano", "neprobojno")) označava teorijsku poteškoću ili proturječnost. Aristotel je bio mišljenja da aporije nastaju kada se iz dvaju jednako uvjerljivih  argumenata mogu izvesti kontradiktorni zaključci. Prema britanskom filozofu Gilbertu Ryleu, aporije su svojevrsni paradoksi (npr. Zenonov paradoks s Ahilom i kornjačom) koji nastaju miješanjem različitih kategorija.